# Albanischer Tanz

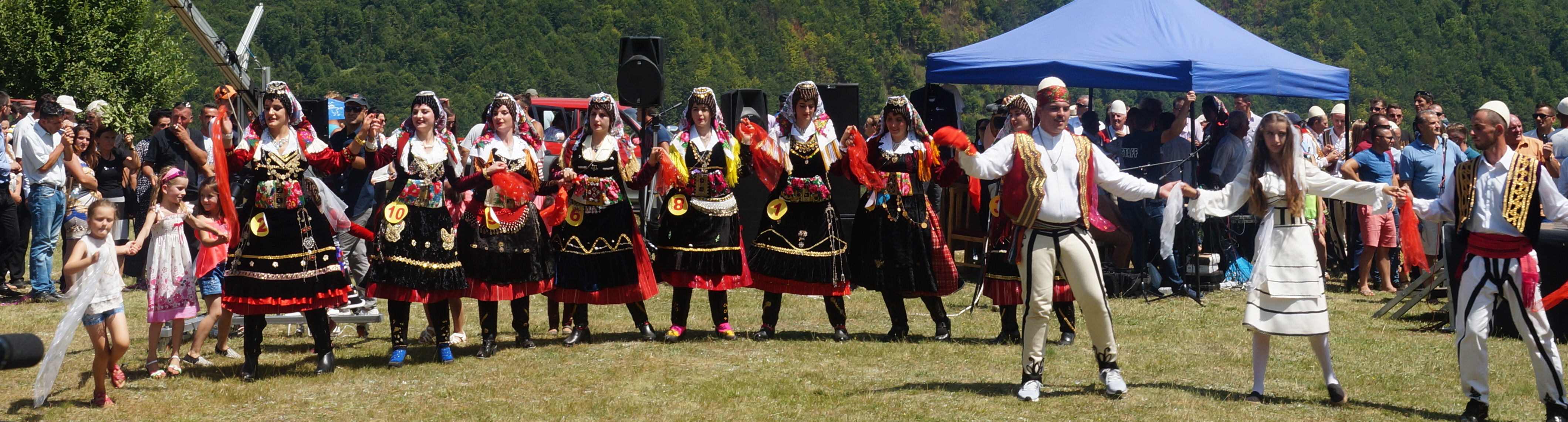
Tänzer am Folklorefest Logu i Bjeshkëve

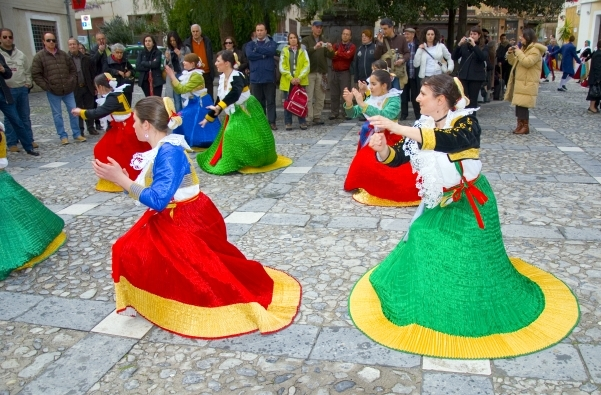
Arbëresh in Civita, Italien während der traditionellen Vallet-Tänze

Die Albanischen Tänze (albanisch Vallet shqiptare) sind ein wesentlicher Teil der albanischen Folklore und des albanischen Kulturraumes, welcher sich über Albanien, Kosovo, Nordmazedonien, Montenegro, Serbien, Griechenland (Arvaniten) und Italien (Arbëresh) erstreckt.
Die Tänze gestalteten sich in diesen Ländern meist unabhängig voneinander, jedoch behielten sie ihren gemeinsamen Charakter. Die Darbietung erfolgt in Gruppen, zu Paaren oder einzeln.
Der Albanische Volkstanz ist heute im albanischen Sprachgebiet sehr populär und wird an Festen, Konzerten sowie schulischen Aufführungen und von vielen Vereinen und Verbänden gepflegt. An Festivals wie dem Nationalen Folklorefestival von Gjirokastra werden auch Tänzer ausgezeichnet.
Der Tanz K’cimi aus Tropoja wurde im Jahr 2024 von der UNESCO in die Repräsentative Liste des immateriellen Kulturerbes der Menschheit aufgenommen.
Die Tänze sind Teil des interbalkanischen Kulturraumes, weswegen sie oft Ähnlichkeiten mit Tänzen anderer Völker in Südosteuropa haben.

## Typen

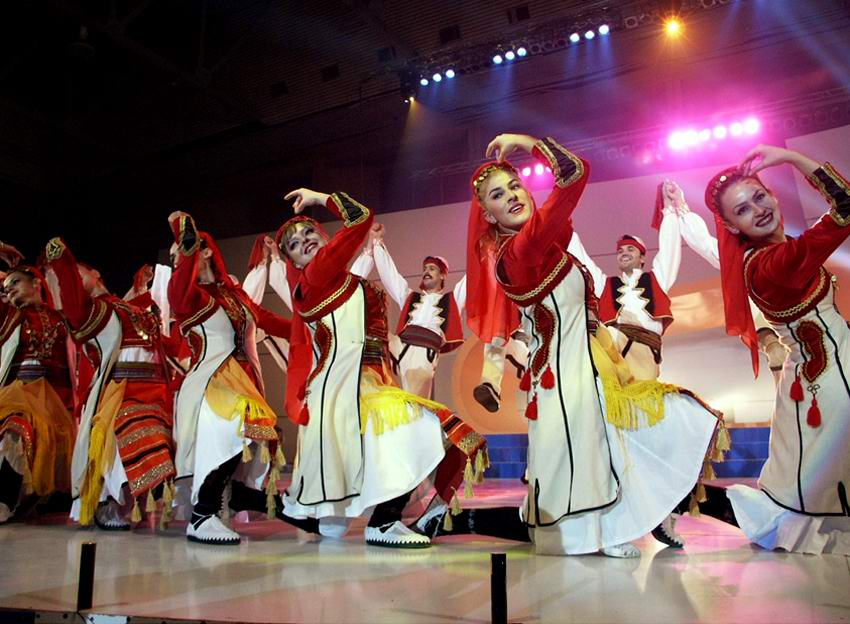
Lyrischer Tanz aus dem Kosovo mit Frauen und Männern

Der albanische Volkstanz kann in zwei Grundtypen eingeteilt werden.
Zum einen gibt es die lyrischen Tänze, die vor allem von Frauen, weniger von Männern alleine, getanzt werden. Jedoch werden sie auch von Frauen und Männern zusammen getanzt. Sie unterteilen sich in folgende Untergruppen:
- Rituelle Tänze; z. Bsp. Lule manushaqe aus der Region Kolonja
- Hochzeitstänze; z. Bsp. Nusja jonë arbërore aus dem Lunxhëria-Gebiet von Gjirokastra
- Erotische Tänze; z. Bsp. Kërcimet e Logut aus der Malësia e Madhe, Shkodra
- Humoristische Tänze; z. Bsp. Vallja e nuses së Fajës aus Mittelalbanien
- Pantomimische Tänze; z. Bsp. Ojna e lepuri aus Hotolisht, Librazhd

Zum anderen gibt es die epischen Tänze, die vor allem von den Männern, weniger von Frauen, getanzt werden. Sie zeigen oft Züge der Männlichkeit, der Tapferkeit, der Kraft, des kriegerischen Charakters, des Stolzes usw. Sie werden in zwei Untergruppen geteilt:
- Kriegerische Tänze; z. Bsp. Loja me jatagan aus dem Westen des Kosovo
- Stolze Tänze; dazu gehören vor allem die vielen Tänze aus dem Süden Albaniens (Toskëria)

Daneben gibt es jedoch auch Tänze, die von beiden Typen Merkmale besitzen, die „lyrisch-epische Tänze“ oder „episch-lyrische Tänze“ genannt werden. Zu den ersten zählt z. Bsp. der Tanz Valle bishtore e Labinotit aus Çermenika (Elbasan). Zu den episch-lyrischen Tänzen zählt z. Bsp. Kërcim burrash aus der Has-Region des Westkosovo.

## Regionale Unterschiede

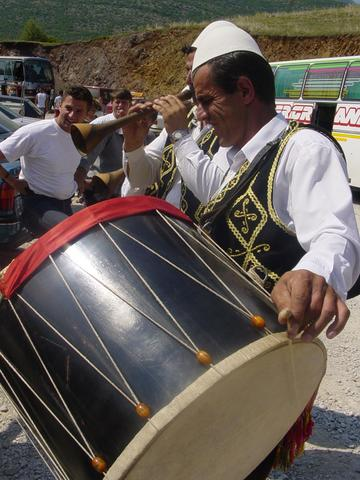
Lodra-Spieler

Von iso-polyphonischem Gesang werden vor allem die Tänze der Toskëria, Myzeqeja, Labëria und Çamëria begleitet.
Von polyphonem und homophonem Gesang werden oft die Tänze des südlichen Zentralalbanien begleitet.
Die städtischen Zonen Mittelalbaniens haben in ihren Tänzen oft vokale und instrumentale Begleitung.
Mit Çurla und Lodra werden die Tänze östlich von Elbasan und Tirana bis in die Region von Struga begleitet.
Ein weiterer Unterschied besteht vor allem im Norden des albanischen Sprachraumes, wo bei den Frauentänzen einige Tänzerinnen frei im Mittelpunkt tanzen.

## Kriterien der Tanztypeneinteilung
Einerseits bestehen zum Motiv und zur Formation Kriterien. Zur ersteren:
- 2/4-Schritt
- 3/4-Schritt
- 4/4-Schritt

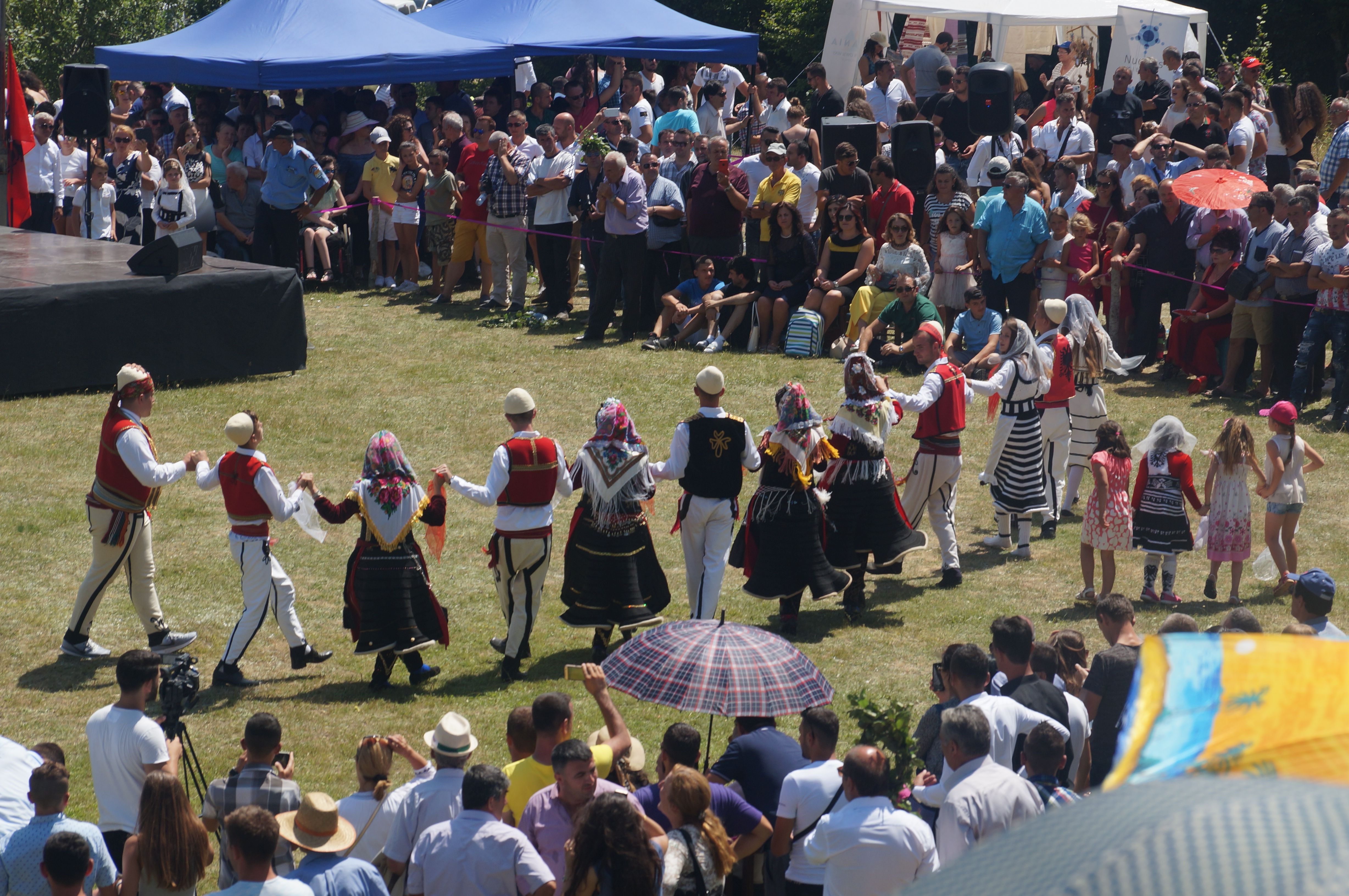
Typischer Reigentanz Nordalbaniens

Zur Formation sind vor allem folgende Punkte in Gruppentänzen zu beachten:
- Tänze in einem geschlossenen Kreis (Reigentänze)
- Tänze in einem Halbkreis
- Tänze in zwei parallelen Linien: die Tänzer stehen voreinander

Bei Solo-Tänzen gelten Kriterien wie Einer-, Paar-, Dreier- oder Vierer-Tanz.

## Albanische Nationaltänze

### Vallja e Shotës
Einer der bekanntesten Tänze des Kosovo ist der Shota. Das Wort „shota“ (alb. Ente, Entchen) wird von Kosovaren meist diminutiv für junge Frauen, die klug und hübsch sind, gebraucht. Dieser lyrische Tanz wird in drei Varianten aufgeführt: Zwei Frauen, Frau-Mann oder Zwei Männer. Er wird vokal und instrumental begleitet.

### K’cimi i Tropojës

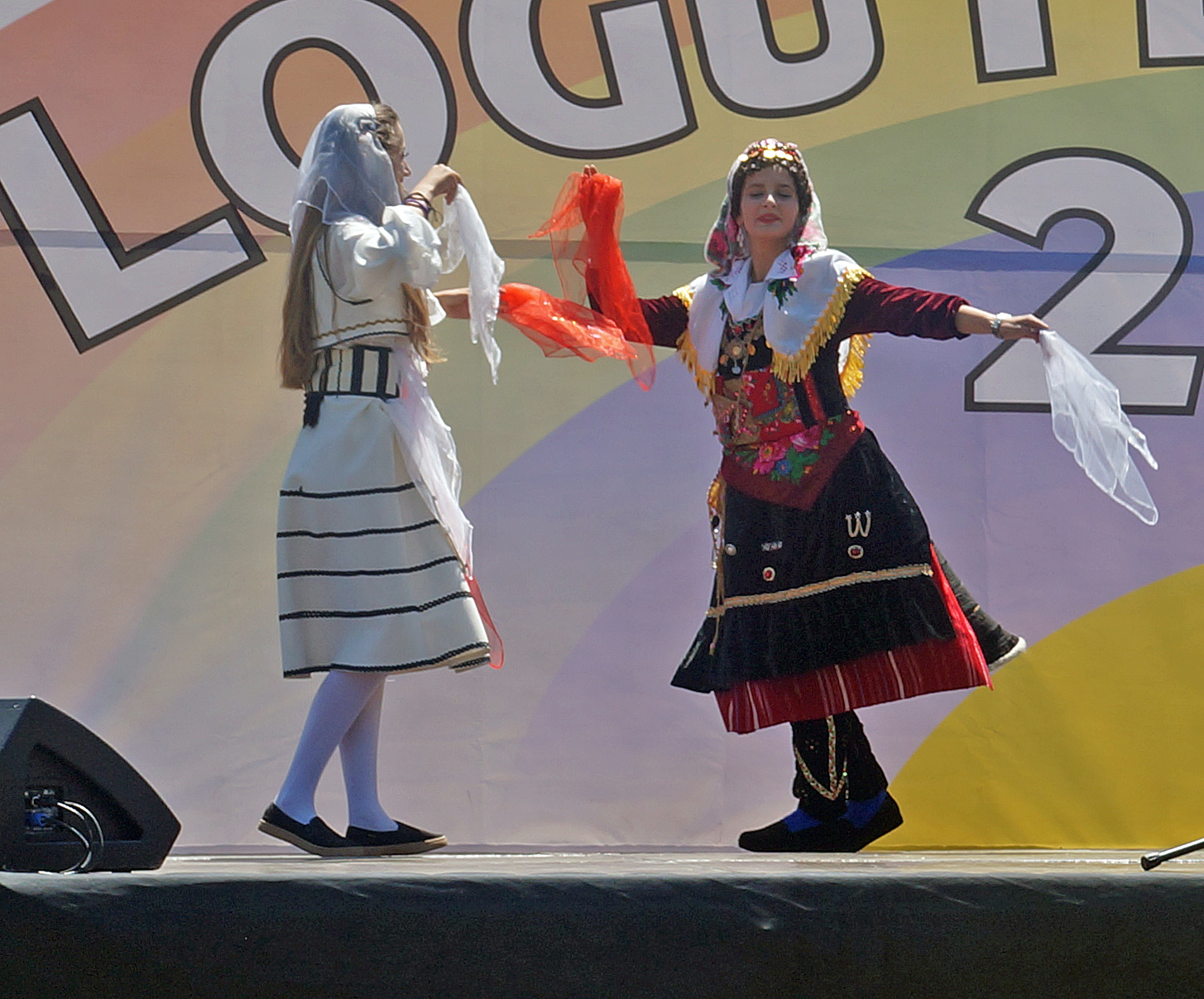
Tänzerinnen aus Nordalbanien in traditioneller Kleidung tanzen den K’cimi oder einen ähnlichen regionalen Tanz

Der K’cimi wird paarweise wie der Vallja e Shotës vorgetragen. Die Tänzer berühren sich aber nicht, obwohl sie die Arme ausladend schwingen, während sie sich umkreisen. Der Tanz steht in Verbindung mit dem Feierlichkeiten im Frühling rund um den Dita e Verës, den Bergen der Region und dem Flug des Adlers. Getanzt wird der K’cimi an verschiedenen Feierlichkeiten. Die Tänazer werden vor allem von Trommeln (Lodra/Tupan), aber auch von Çiftelia und Flöte begleitet.

### Vallet labe të burrave
Die labischen Männertänze werden ausschließlich iso-polyphon begleitet. Die Tänze haben epischen Charakter und strahlen Mut, Stolz und Tapferkeit aus; sie werden meist in zwei Gruppen, oft in einem Halbkreis, getanzt. Meist werden sie von einem Haupttänzer geführt, der schwere und deutliche Tanzbewegungen vollführt.

### Vallet çame
Çamische Tänze aus dem Epirus haben lyrische und epische Merkmale. Sie sind den Tänzen der Labëria ähnlich, jedoch bestehen einige Unterschiede wie die sehr emotionale und ästhetische Ausstrahlung und vor allem das „Hinunterfallen“ des Haupttänzers – ausgeführt als  sehr energetische Tanzbewegung. Das bekannteste und wichtigste Beispiel çamischer Tanzkunst ist der Tanz von Osman Taka. Dieser hat auch die nordwestgriechische (epirotische) Tanzkultur beeinflusst (Tsamikos).

### Vallja Dardhare
Dieser lyrische Frauentanz aus dem Dorf Dardhë in der Region Korça wird vokal begleitet und in Gruppen getanzt. Meist ist er in Halbkreisen getanzt anzutreffen.

### Pogonishtë
Ein südalbanischer Tanz mit 2/4-Takt, der von Männern und Frauen zusammen getanzt wird. Es ist ein epischer Tanz. Dieser Tanz hat seinen Ursprung aus dem Ort Pogon, der im Kreis Gjirokastra liegt.